# سحنون ألن
سحنون ألن (الاسم العلمي: Porphyrio  alleni) (بالإنجليزية: Allens  Gallinule)‏ هو طائر ينتمي إلى طيور المرعة (فصيلة: Rallidae).